# Moundou
Moundou   este un oraș  în  partea de sud a Ciadului,  centru administrativ al regiunii  Logone Occidental.

## Geografie
Orașul este plasat pe râul Logone, și la 300 de mile sud de capitala țării, N'Djamena. Totodată, Moundou este orașul principal pentru poporul Ngambai.

## Economie
Moundou a crescut ca un centru industrial, unde se făcea cea mai bună bere din Ciad. În același timp, aici mai există industria bumbacului și a petrolului.

## Infrastructură

### Drumuri
Drumul principal din sudul Ciadului trece prin Moundou. Acest drum trece și prin Camerun, prin orașul Lere, urmat de localitățile: Pala, Kélo, Moundou, Doba, Koumra, și Sarh. 

### Aerian
Orașul Moundou este deservit cu un aeroport, cu pistă pavată.

## Orașe înfrățite
- Poitiers, Franța

## Demografie
| An   | Populație |
| ---- | --------- |
| 1993 | 99 530    |
| 2008 | 142 462   |